# 百山祖蹄盖蕨
百山祖蹄盖蕨（学名：Athyrium baishanzuense），为蹄盖蕨科蹄盖蕨属下的一个种。

## 扩展阅读
維基物種上的相關：百山祖蹄盖蕨